# Alexander Eig
Alexander Eig (1894 – 30. července 1938) byl botanik, jeden z vůbec prvních botaniků na území dnešního Izraele, vedoucí katedry botaniky na Hebrejské univerzitě v Jeruzalémě a spoluzakladatel Národní botanické zahrady na hoře Skopus.

## Biografie
Narodil se v Šedrinu poblíž Minska v carském Rusku (dnešní Bělorusko) a jako mladík doprovázel rodinu při loveckých a rybářských výpravách a pozoroval rostoucí rostliny. V patnácti letech imigroval do Palestiny, kde se stal studentem zemědělské školy Mikve Jisra'el.

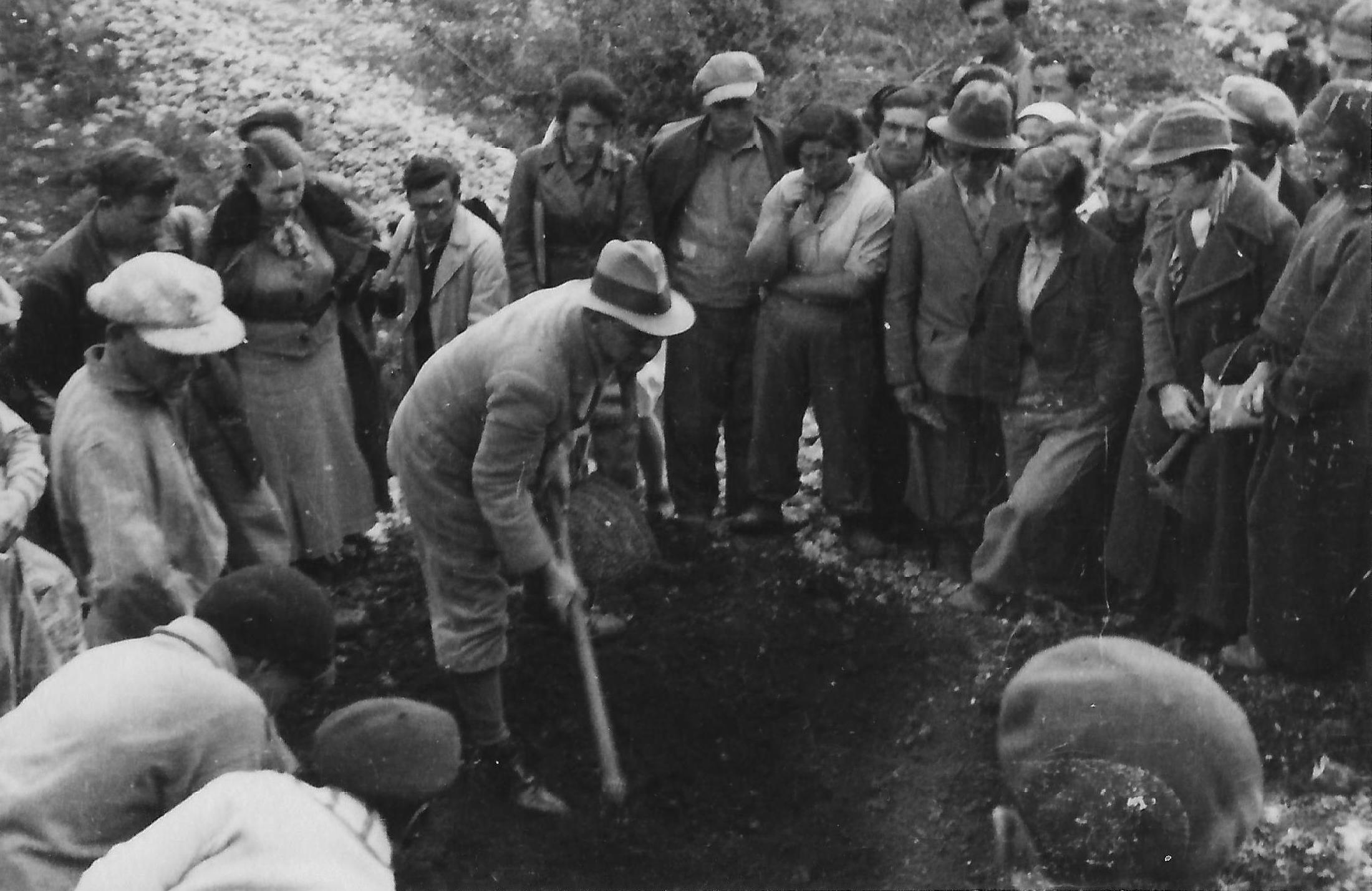
Botanik Alexander Eig sází první strom v botanické zahradě – Skopus 1931

V roce 1925 jej Otto Warburg přizval k experimentální zemědělské stanici v Tel Avivu, kde pracoval s Michaelem Zoharym. O rok později se tato stanice přestěhovala do Jeruzaléma a všichni její zaměstnanci začali pracovat pro Hebrejskou univerzitu. Ve stejný rok se oženil s Ittou Faktorovskou, sestrou jeho nejlepšího přítele a kolegy botanika Elazara Faktorovskeho.
V roce 1931 získal doktorát a společně se Zoharym a Naomi Feinbronovou založil Jeruzalémskou botanickou zahradu na hoře Skopus. Mezi jeho studenty patřili například bratři Aharon a Efrajim Kacirovi, kteří se později stali předními izraelskými vědci. Efrajim Kacir se v 70. letech stal izraelským prezidentem.
V roce 1937 jej Jicchak Ben Cvi pozval, aby svědčil před Peelovou komisí a zodpověděl otázku, zdali by Palestina zvládla pojmout více obyvatelstva (v důsledku židovské migrace). Později byl požádán, aby vytvořil mapu, která by sloužila jako podpůrný důkaz pro sionisty na mezinárodní scéně.
Zemřel na rakovinu v roce 1938 v Jeruzalémě ve věku necelých 44 let. Je pohřben na Olivetské hoře a na jeho náhrobním kameni je napsáno „Tvůrce vědy o rostlinách [botaniky] v Izraeli.“ Na jeho pohřbu promluvili Moše Šaret, Hugo Bergmann, Juda Leon Magnes a Jicchak Ben Cvi.

## Rostliny
- Bellevalia eigii
- Salvia eigii
- Eigia longistyla
- Ornithogalum neurostegium subsp. eigii (Feinbrun) Feinbrun